# Girls, Girls, Girls
Girls, Girls, Girls – czwarty album amerykańskiej grupy heavymetalowej Mötley Crüe. Wydany został w 1987 r.

## Lista utworów
| Nr. | Tytuł                 | Twórcy                            | Czas |
| --- | --------------------- | --------------------------------- | ---- |
| 1.  | Wild Side             | Nikki Sixx, Tommy Lee, Vince Neil | 4:40 |
| 2.  | Girls, Girls, Girls   | Sixx, Lee, Mick Mars              | 4:30 |
| 3.  | Dancing on Glass      | Sixx, Mars                        | 4:18 |
| 4.  | Bad Boy Boogie        | Sixx, Lee, Mars                   | 3:27 |
| 5.  | Nona                  | Sixx                              | 1:27 |
| 6.  | Five Years Dead       | Sixx, Mars                        | 3:50 |
| 7.  | All in the Name of... | Sixx, Neil                        | 3:39 |
| 8.  | Sumthin' for Nuthin'  | Sixx                              | 4:41 |
| 9.  | You're All I Need     | Sixx, Tommy Lee                   | 4:33 |
| 10. | Jailhouse Rock (Live) | Jerry Leiber and Mike Stoller     | 4:39 |

## Twórcy
- Vince Neil – wokal
- Mick Mars – gitara
- Nikki Sixx – gitara basowa
- Tommy Lee – perkusja